# The Fantastic Four: First Steps (soundtrack)
The Fantastic Four: First Steps (Original Motion Picture Soundtrack) is de originele soundtrack voor de Marvel Studios-film The Fantastic Four: First Steps, gecomponeerd door Michael Giacchino. Het album werd digitaal uitgebracht op 18 juli 2025 door Hollywood Records.

## Achtergrond
De partituur werd uitgevoerd door een 101-koppig orkest en een 100-koppig koor. De muziek werd opgenomen in de Abbey Road Studios in Londen. Muziekinstrumenten die zijn gebruikt voor het creëren van een vintage sfeer waren klassieke synthesizers, waaronder de ARP 2600 en Mellotron.

## Tracklijst
Alle muziek is geschreven door Michael Giacchino.
| 1.                 | The Fantastic Four: First Steps Main Theme Extended Version    | 4:10 |
| 2.                 | Pregnancy Testing 1, 2, 3                                      | 1:58 |
| 3.                 | Fantastic Four, First Cue                                      | 5:34 |
| 4.                 | Herald Today, Gone Tomorrow                                    | 3:48 |
| 5.                 | Out to Launch                                                  | 6:10 |
| 6.                 | A Galactus Case of the Munchies                                | 3:08 |
| 7.                 | Bowel Before Me                                                | 3:08 |
| 8.                 | The Light Speed of Your Life                                   | 3:43 |
| 9.                 | Nothing Neutron Under the Sun                                  | 2:23 |
| 10.                | Starship Birth                                                 | 5:07 |
| 11.                | Span-tastic Voyage                                             | 6:36 |
| 12.                | The Bridges of Silver Surfer County                            | 1:34 |
| 13.                | A Mole in Your Plan                                            | 3:09 |
| 14.                | A Walk on the City                                             | 6:09 |
| 15.                | The Other Sue Drops                                            | 5:34 |
| 16.                | Don't Sue the Baby!                                            | 2:53 |
| 17.                | Without Further Adieu                                          | 1:24 |
| 18.                | Carseat Drivers                                                | 1:17 |
| 19.                | Fantastic Four to Be Reckoned With                             | 2:28 |
| 20.                | The Galactus/Silver Surfer Suite                               | 7:24 |
| 21.                | Tripping the Lights Fantastic                                  | 2:16 |
| 22.                | The Fantastic Four Power Hour (Cartoon Theme)                  | 0:34 |
| 23.                | The Ted Gilbert Show (featuring Andrea Datzman)                | 0:40 |
| 24.                | Let Us Be Devoured (Studio Version) (featuring Andrea Datzman) | 3:42 |
| 25.                | H.E.R.B.I.E.'s Lullaby (featuring Matthew Wood)                | 1:18 |
| Totale duur: 82:07 |                                                                |      |